# Lasiosphaeriaceae
Die Lasiosphaeriaceae sind eine Pilz-Familie aus der Ordnung der Sordariales.

## Merkmale
Sie bilden als Fruchtkörper dickwandige, dunkle Perithecien aus. Oft haben sie Haare oder sind ornamentiert. Wenn ein Ostiolum, eine Öffnung an dessen Oberseite, vorhanden ist, so besitzt es haarförmige Strukturen, die Periphysen. Das Gewebe, in dem die Schläuche eingebettet sind, besitzt oft dünnwandige, unscheinbare und kleine Paraphysen. Die Schläuche selber sind zylindrisch bis keulenförmig, ziemlich dünnwandig und oft mit einem kleinen J-förmigen apikalen Ring. Die Ascosporen sind variabel, normalerweise mit wenigstens einer dunklen, braunen Zelle und einer hyalinen Zelle. Manchmal sind sie ornamentiert oder tragen ein gelatinöses Anhängsel.
Ein Stroma ist nicht vorhanden und nur manchmal ein basales Subiculum.
Nebenfruchtformen sind selten. Wenn vorhanden, so ist diese hyphomycetisch ausgebildet.

## Ökologie und Verbreitung
Die Lasiosphaeriaceae leben saprob auf Dung, Boden oder verrottendem Pflanzenmaterial. Sie sind daher sehr weit verbreitet, besonders in gemäßigtem Klima.

## Bedeutung
Über ihre Bedeutung als potenzielle Holzzerstörer ist wenig bekannt. Manche Arten werden als Modellarten in der Genetik verwendet.

## Taxonomie
Die Lasiosphaeriaceae wurden von John Axel Nannfeldt 1932 erstbeschrieben. Es kommen 31 Gattungen vor. Es gibt Hinweise darauf, dass die Familie polyphyletisch ist, es ist aber noch nicht abschließend geklärt.
- Anopodium
- Apiosordaria
- Apodospora
- Apodus
- Arecacicola
- Arniella
- Arnium
- Bombardia
- Bombardioidea
- Camptosphaeria
- Cercophora
- Diffractella
- Diplogelasinospora
- Emblemospora
- Eosphaeria
- Fimetariella
- Jugulospora
- Lacunospora
- Lasiosphaeria
- Periamphispora
- Podospora
- Pseudocercophora
- Schizothecium
- Strattonia
- Thaxteria
- Triangularia
- Tripterosporella
- Zopfiella
- Zygopleurage
- Zygospermella